# Tican
Tican Fresh Meat A/S eller Tican er en dansk svinekødsproducent med hovedkvarter i Thisted og en afdeling i Brørup. Virksomheden har slagterivirksomhed med tilhørende forarbejdning og forædling af svinekødsprodukter. I 2016 blev de opkøbt af tyske Tönnies Holding, der varetager Ticans internationale forbindelser. Tican Fresh Meat omsatte i 2023 for 7,4 mia. kr. og de havde 1.922 medarbejdere.
Tican blev ændret fra et andelsselskab ejet af 277 danske landmænd til et aktieselskab den 1. oktober 2011. Landbrugene, som leverer til Tican, omkring 125 aktive (2024), er samlet i leverandørselskabet Dangris a.m.b.a. (grdl. 1978).

## Historie
Den 24. februar 2015 blev det offentliggjort at Tican og Danish Crown var blevet enige om at lægge aktiviteterne sammen i et fælles selskab.Fusionen blev underkendt og den familieejede tyske svineslagtekoncern Tönnies Holding købte Tican. Købet blev godkendt 2016. Tönnies Holding ejede allerede siden 2005 slagteriet SBPork A/S (grdl. 1980) i Brørup. SBPork A/S blev fusioneret med Tican i 2019 og det sammenlagte slagteri fortsætter under navnet Tican Fresh Meat A/S.